# 清滝信宏
清滝 信宏（きよたき のぶひろ、1955年（昭和30年）6月24日 - ）は、日本の経済学者。プリンストン大学教授。専門はマクロ経済学。大阪府出身。父は元池田銀行頭取の清滝一也。
ニューケインジアンであり、マクロ経済学のミクロ的基礎付けを行っている。経済に対する小さなショックが生産性低下の循環を引き起こすメカニズムを示した「清滝=ムーアモデル」を構築したことで知られており、トムソン・ロイター引用栄誉賞を受賞するなど、ノーベル経済学賞の有力な候補の一人として注目されている。

## 経歴
港区立青山小学校、東京教育大学附属中学校・高等学校卒業。東京大学文科三類から同大学経済学部へ進学し宇沢弘文ゼミに所属。ゼミの同期生には、宮川努がいた。1978年に東京大学経済学部卒業。ハーバード大学大学院修士課程修了、1985年にハーバード大学大学院博士課程修了。ハーバード大学から経済学のPh.D.を取得した。
ウィスコンシン大学で6年間助教授を務め、ミネソタ大学で6年間准教授として教鞭を執る。その後渡英しロンドン・スクール・オブ・エコノミクス (LSE) で10年間教鞭をとった後、2006年にプリンストン大学に移籍した。プリンストン大学に移籍後もLSEには客員教授として在籍し、2010年はLSEでマクロ経済学の講義等を行っている。

## 家族
生家の清滝家は、大阪府池田市に本店を置いていた池田銀行（現・池田泉州銀行）創業家である。父清滝一也は元池田銀行頭取で、内外除虫菊社長上山薫の長男、元池田銀行頭取清滝幸次郎の長女の婿である。

## 研究
- 1987年、オリヴィエ・ブランチャードとともに独占的競争が集合的需要にもたらす重要性を考察した。マクロ経済学でニューケインジアンの文献は独占的競争を前提としているがそれはこの論文による[7]。
- 1989年、ランダル・ライト（英語版）とともに貨幣の役割を考察し、それが相対取引では成り立たないような多くの財を交換させることで経済効率を高めることを示した。これはジェヴォンズの「欲求の二重の一致が取引を阻害する」という直観をフォーマルにしたもので、清滝=ライトモデルとして知られている[8]。
- 1997年には、ジョン・ハードマン・ムーア（英語版）とともに経済に対しての小さなショックが大きな影響を与えることを示したが、これは信用の役割を強調したものであり、清滝=ムーアモデル（英語版）として知られている[9]。
- 松山公紀や松井彰彦とともに貨幣についての考察も行った[10]。

## 主張

### デフレ
2011年4月の時点で、日銀に対して「もっとデフレ対策に力を注いでほしい」と不満を持っていた。

### マイナス金利政策
2016年2月に日銀が導入したマイナス金利政策に関して、短期的には「デフレに戻る危険があったので、たぶんそれは正しかった」が、長期的には「本来は、投資を続けるべきでない分野とか、あんまり投資すべきでない分野に資金が行くのが〔……〕大きな弊害」になると述べている。

### TPP
TPPについて、「最終製品になるまで国境を複数回またぐ中間財の貿易が比重を増しているため、関税撤廃を進める環太平洋連携協定(TPP)に加盟しない場合、世界貿易の輪から取り残される」と述べている。

## 年表
- 1974年 - 東京教育大学附属高等学校（現・筑波大学附属高等学校）卒業
- 1978年 - 東京大学卒業
- 1985年 - ハーバード大学博士課程修了（Ph.D.）
- 1985年 - 1991年 ウィスコンシン大学マディソン校経済学部助教授
- 1987年 - ウェスタンオンタリオ大学客員講師
- 1989年 - 1990年 一橋大学非常勤講師
- 1989年 - 1991年 ロンドン・スクール・オブ・エコノミクス経済学部講師
- 1991年 - 1997年 ミネソタ大学経済学部准教授、ミネアポリス連邦準備銀行客員研究員
- 1995年 - 1996年 ロンドン・スクール・オブ・エコノミクス経済学部招聘教授
- 1997年 - 2006年 ロンドン・スクール・オブ・エコノミクス経済学部教授
- 2000年 - 2001年 マサチューセッツ工科大学経済学部客員教授
- 2005年 - 2006年 ニューヨーク連邦準備銀行シニアエコノミスト
- 2010年 - 2011年 ロンドン・スクール・オブ・エコノミクス客員教授
- 2006年 - プリンストン大学経済学部教授、ニューヨーク連邦準備銀行学識顧問

## 受賞歴
- 1997年 - 日本経済学会より中原賞[12]
- 1999年 - ヨーロッパ経済学会（英語版）よりユルヨ・ヨハンソン賞（ジョン・ハードマン・ムーア（英語版）と共同受賞）
- 2010年 - The Stephen A. Ross Prize in Financial Economics（ジョン・ムーアと共同受賞）[13]
- 2010年 - トムソン・ロイター引用栄誉賞『清滝ムーアモデルの構築』[4]
- 2015年 - フランス銀行・トゥールーズ経済学院（英語版）より 2014 Senior Prize of BDF-TSE in Monetary Economics and Finance[14][15]
- 2020年 - 文化功労者[16]
- 2020年 - BBVA Foundation Frontiers of Knowledge Award

## 所属学会
- Econometric Society[17]
- ヨーロッパ経済学会[17]
- 日本経済学会[17]

## 著書

### 学術論文
- Blanchard, Olivier; Kiyotaki, Nobuhiro (1987). “Monopolistic Competition and the Effects of Aggregate Demand” (pdf). American Economic Review 77 (4):  647–66. JSTOR 1814537.
- Kiyotaki, Nobuhiro; Wright, Randall (1989). “On Money as a Medium of Exchange” (pdf). Journal of Political Economy 97 (4):  927–54. doi:10.1086/261634. JSTOR 1832197.
- Kiyotaki, Nobuhiro; Wright, Randall (1993a). “A Search-Theoretic Approach to Monetary Economics” (pdf). American Economic Review 83 (1):  63–77. JSTOR 2117496.
- Kiyotaki, Nobuhiro; Matsui, Akihiko; Matsuyama, Kiminori (1993b). “Toward a Theory of International Currency”. The Review of Economic Studies 60 (2):  283-307. JSTOR 2298058.
- Kiyotaki, Nobuhiro; Moore, John H. (1997). “Credit Cycles” (pdf). Journal of Political Economy 105 (2):  211–248. doi:10.1086/262072.